# Halberstädter Flugzeugwerke
La Halberstädter Flugzeugwerke GmbH, nota anche semplicemente come Halberstadt,  è stata un'azienda aeronautica tedesco-britannica fondata nell'aprile del 1912 come ditta tedesco-britannica con il nome di Deutsche Bristolwerke Flugzeuggesellschaft m.b.H. ad Halberstadt.

## Storia
La era ditta specializzata nella costruzione di velivoli costruiva originariamente il Bristol-Box-Kite ed il Bristol-Prier-monoplano, successivamente sviluppo diversi progetti di propria iniziativa. Nel settembre del 1913 il nome fu cambiato in Halberstädter Flugzeugwerke G.m.b.H.. Tra i suoi progettisti più importanti spiccavano Burkhardt che successivamente fu assunto dalla Gothaer Waggonfabrik, Voigt e Karl Theiß.
Complessivamente durante la prima guerra mondiale la ditta costruì oltre 1.717 apparecchi.

## Modelli

### Aerei da ricognizione
ricognitori biposto:
- A.I: Schulflugzeug
- A.II: Schulflugzeug
- B.I
- B.II
- B.III
- C.VI

ricognitori biposto costruiti fino al 1916:
- C.I
- C.III
- C.V
- C.VII
- C.VIII
- C.IX

### Aerei da attacco al suolo

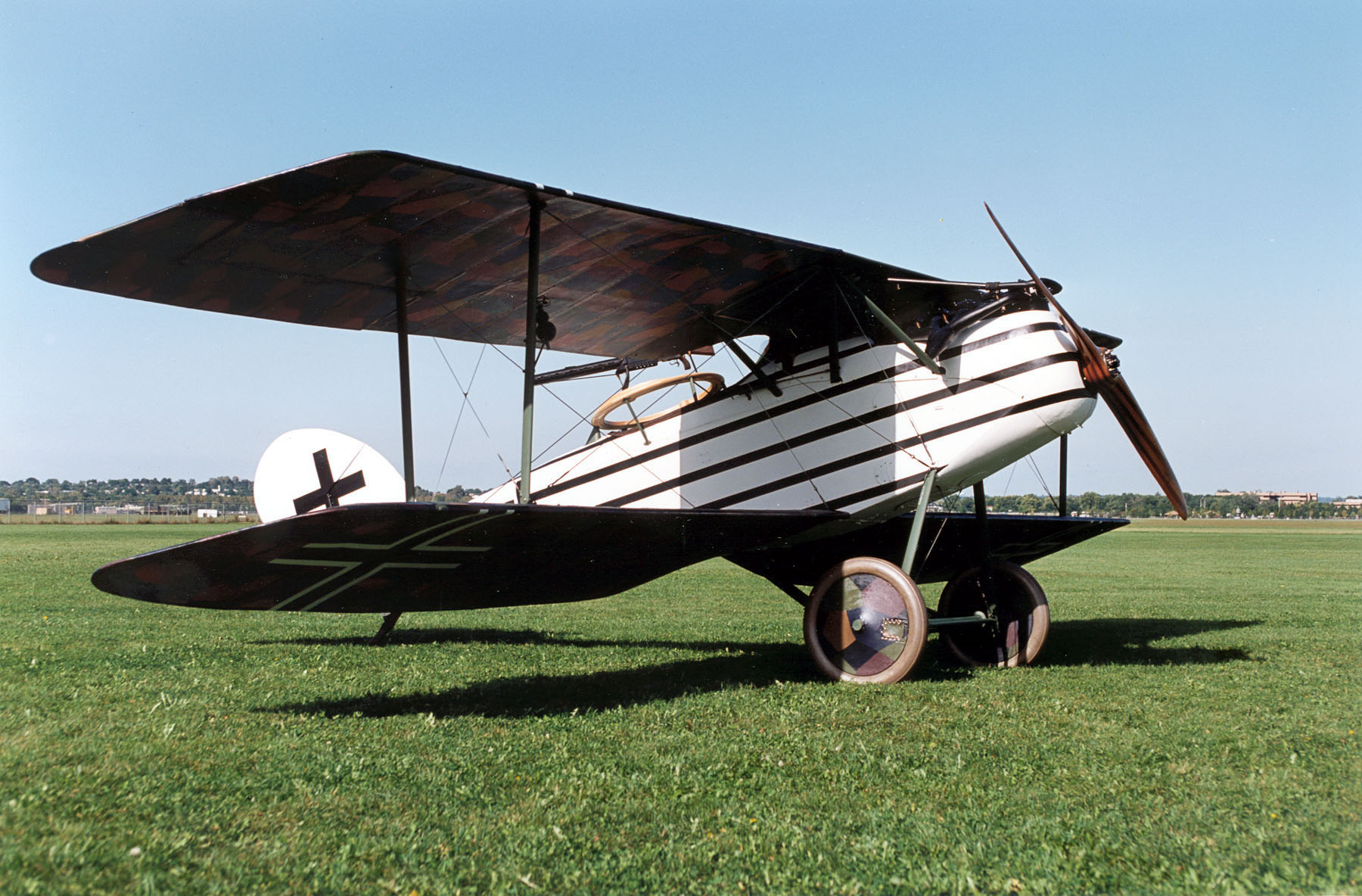
Halberstadt CL.IV conservato dalla USAF in un museo

apparecchi biposto con motore raffreddato ad acqua:
- CL.II
- CL.IV
- CLS.I

### Aerei da caccia
Caccia monoposto:
- D.I
- D.II
- D.III
- D.IV
- D.V

### Apparecchi di grandi dimensioni
- G.I